# Alain Durieux
Alain Durieux (2 augustus 1985) is een Luxemburgse voetbalscheidsrechter. Hij is in dienst van FIFA en UEFA sinds 2015. Ook leidt hij wedstrijden in de Eerste klasse B (voetbal België) en in de Regionalliga West.
Op 6 juli 2016 debuteerde Durieux in Europees verband tijdens een wedstrijd tussen Lincoln Red Imps en Flora Tallinn in de voorronde van de UEFA Champions League; het eindigde in 2–0 en Durieux gaf vijf spelers één gele kaart.
Zijn eerste interland floot hij op 9 juni 2018, toen Finland met 2–0 won van Wit-Rusland door doelpunten van Jere Uronen en Moshtagh Yaghoubi.

## Interlands
| Datum            | Plaats               | Wedstrijd               | Uitslag | Competitie                  | Kreeg geel | Kreeg voor de tweede keer geel en dus rood | Weggestuurd |
| ---------------- | -------------------- | ----------------------- | ------- | --------------------------- | ---------- | ------------------------------------------ | ----------- |
| 9 juni 2018      | Tampere, Finland     | Finland – Wit-Rusland   | 2 – 0   | Vriendschappelijk           | 2          | 0                                          | 0           |
| 19 november 2018 | Vaduz, Liechtenstein | Liechtenstein – Armenië | 2 – 2   | UEFA Nations League 2018/19 | 3          | 0                                          | 0           |
| 6 september 2019 | Tallinn, Estland     | Estland – Wit-Rusland   | 1 – 2   | EK 2020 kwalificatie        | 2          | 0                                          | 0           |

Laatste aanpassing op 7 september 2019